# Oberhub (Buchbach)
Oberhub ist ein Gemeindeteil der Gemeinde Buchbach im oberbayerischen Landkreis Mühldorf am Inn.

## Lage
Die Einöde Oberhub liegt vier Kilometer südöstlich des Marktplatzes von Buchbach auf der Gemarkung Ranoldsberg.

## Bevölkerungsentwicklung
Um 1871 gab es in Oberhub sieben Einwohner. In den Nachkriegszeiten des Ersten und Zweiten Weltkriegs stieg die Bevölkerungszahl vorübergehend auf 10 bis 13 Einwohner an. Im Mai 1987 lebten dort sechs Einwohner in einem Wohngebäude.
| Jahr      | 1871 | 1925 | 1950 | 1970 | 1987 |
| Einwohner | 7    | 10   | 13   | 6    | 6    |